# Павел Свояновський
Павел Свояновський (Pavel Svojanovský, 12 серпня 1943 — 31 березня 2024) — чехословацький академічний веслувальник.
Срібний призер Олімпійських Ігор 1972 року в складі розпашної двійки зі стерновим, бронзовий призер 1976 року в складі розпашної двійки зі стерновим, учасник 1968 року.
Бронзовий призер Чемпіонату світу 1974 року в складі розпашної двійки зі стерновим.
Чемпіон Європи 1969 року в складі розпашної двійки зі стерновим, срібний призер 1971 року в складі розпашної двійки зі стерновим.